# 1966-os NHL-amatőr draft
Az 1966-os NHL-amatőr draftot a montréali Mount Royal Hotelben tartották. Ez volt a negyedik National Hockey League draft. Négy körben összesen 24 játékost draftoltak. A csapatok sorrendje: Boston Bruins, New York Rangers, Chicago Black Hawks, Toronto Maple Leafs, Montréal Canadiens, Detroit Red Wings.

## A draft
|  | = NHL All-Star |  |  | = A Jégkorong Hírességek Csarnokának a tagja |

### Első kör
| # | Játékos        | Poszt       | Nemzetiség | NHL-csapat          | Egyetem/junior/klub csapat |
| - | -------------- | ----------- | ---------- | ------------------- | -------------------------- |
| 1 | Barry Gibbs    | Védő        | Kanada     | Boston Bruins       | Estevan Bruins (SJHL)      |
| 2 | Brad Park      | Védő        | Kanada     | New York Rangers    | Toronto Marlboros (OHA)    |
| 3 | Terry Caffery  | Center      | Kanada     | Chicago Black Hawks | Toronto Marlboros (OHA)    |
| 4 | John Wright    | Centre      | Kanada     | Toronto Maple Leafs | West Clair (Junior B)      |
| 5 | Phil Myre      | Kapus       | Kanada     | Montréal Canadiens  | Shawinigan Bruins (QJHL)   |
| 6 | Steve Atkinson | Jobb szélső | Kanada     | Detroit Red Wings   | Niagara Falls Flyers (OHA) |
|   |                |             |            |                     |                            |

### Második kör
| #  | Játékos             | Poszt      | Nemzetiség | NHL-csapat          | Egyetem/junior/klub csapat |
| -- | ------------------- | ---------- | ---------- | ------------------- | -------------------------- |
| 7  | Rick Smith          | Védő       | Kanada     | Boston Bruins       | Hamilton Red Wings (OHA)   |
| 8  | Joey Johnston       | Bal szélső | Kanada     | New York Rangers    | Peterborough Petes (OHA)   |
| 9  | Ron Dussiaume       | Bal szélső | Kanada     | Chicago Black Hawks | Oshawa Generals (OHA)      |
| 10 | Cam Crosby          | Bal szélső | Kanada     | Toronto Maple Leafs | Toronto Marlboros (OHA)    |
| 11 | Maurice St. Jacques | Center     | Kanada     | Montréal Canadiens  | London Nationals (OHA)     |
| 12 | James Whittaker     | Védő       | Kanada     | Detroit Red Wings   | Oshawa Generals (OHA)      |
|    |                     |            |            |                     |                            |

### Harmadik kör
| #  | Játékos       | Poszt      | Nemzetiség | NHL-csapat          | Egyetem/junior/klub csapat |
| -- | ------------- | ---------- | ---------- | ------------------- | -------------------------- |
| 13 | Garnet Bailey | Bal szélső | Kanada     | Boston Bruins       | Edmonton Oil Kings (AJHL)  |
| 14 | Don Luce      | Center     | Kanada     | New York Rangers    | Kitchener Rangers (OHA)    |
| 15 | Larry Gibbons | Védő       | Kanada     | Chicago Black Hawks | Markham (Junior B)         |
| 16 | Rick Ley      | Védő       | Kanada     | Toronto Maple Leafs | Niagara Falls Flyers (OHA) |
| 17 | Jude Drouin   | Center     | Kanada     | Montréal Canadiens  | Verdun Maple Leafs (QJHL)  |
| 18 | Lee Carpenter | Védő       | Kanada     | Detroit Red Wings   | Hamilton (Junior B)        |
|    |               |            |            |                     |                            |

### Negyedik kör
| #  | Játékos       | Poszt       | Nemzetiség | NHL-csapat          | Egyetem/junior/klub csapat      |
| -- | ------------- | ----------- | ---------- | ------------------- | ------------------------------- |
| 19 | Tom Webster   | Jobb szélső | Kanada     | Boston Bruins       | Niagara Falls Flyers (OHA)      |
| 20 | Jack Egers    | Jobb szélső | Kanada     | New York Rangers    | Kitchener Greenshirts (OHA))    |
| 21 | Brian Morenz  | Bal szélső  | Kanada     | Chicago Black Hawks | Oshawa Generals (OHA)           |
| 22 | Dale MacLeish | Center      | Kanada     | Toronto Maple Leafs | Peterborough Petes (OHA)        |
| 23 | Bob Pate      | Védő        | Kanada     | Montréal Canadiens  | Montréal Junior Canadiens (OHA) |
| 24 | Grant Cole    | Kapus       | Kanada     | Detroit Red Wings   | St. Michael's Buzzers (OHA)     |
|    |               |             |            |                     |                                 |